# Berce de Sibérie
Heracleum sibiricum
Espèce
Classification phylogénétique
Synonymes
- Heracleum sphondylium subsp. sibiricum (L.) Simonk

La Berce de Sibérie (Heracleum sibiricum L. ou Heracleum sphondylium subsp. sibiricum (L.) Simonk) est une espèce de plantes à fleurs de la famille des Apiacées (ou Ombellifères). 

## Description
C'est une plante d'environ 1 m de haut à tige robuste, fortement sillonnée et anguleuse, creuse, velue-hérissée. Les fleurs sont vertes ou jaunâtres, petites, non rayonnantes, à pétales presque égaux, à onglet court, faiblement échancrés au sommet. Les feuilles sont grandes, souvent tomenteuses-blanchâtres en dessous, pennatiséquées, à 3-5 segments ovales, oblongs ou lancéolés, lobés-dentés, les inférieurs pétiolés, les moyens sessiles, les supérieurs confluents.

## Répartition et sous-espèce
Heracleum sibiricum est une plante du nord de l'Asie (Sibérie). 
Une sous-espèce dénommée Heracleum sibiricum L. subsp. lecoqii (Godr.) Nyman (Berce de Lecoq) est endémique du Massif central et croît dans les prairies et les bois humides ainsi que les mégaphorbiaies généralement au-dessus de 1 000 m (floraison de juin à août) mais on peut la trouver à plus basse altitude à l'ouest du massif (ouest du Cantal, Aveyron).
Cette sous-espèce est considérée comme une espèce à part entière dans certaines flores (flore de l'abbé Coste) et prend alors le nom de Heracleum lecokii Godr. & G.
La Berce de Lecoq est probablement une relicte de la période glaciaire. La Berce de Sibérie s'étant répandue vers l'Europe de l'ouest pendant la période froide, celle-ci s'est trouvée isolée, quand le climat s'est réchauffé, dans des îlots froids (dont le Massif central) où elle est toujours présente de nos jours. Cet isolement géographique a entraîné certaines modifications de la plante, d'où l'émergence de la sous-espèce.